# Sistema de arrefecimento
Descrição do funcionamento de um sistema de arrefecimento automotivo.
Sistema de arrefecimento ou refrigeração é o sistema que controla a temperatura nos motores a explosão.

## Desenvolvimento
Nos automóveis mais antigos existia somente a preocupação de se dissipar o calor gerado pelo motor, com o tempo os automóveis passaram a aproveitar a energia térmica gerada pela combustão para seu desempenho e durabilidade, passando a dotar de um controle mais estável e preciso da temperatura sob variadas condições de uso, como temperatura ambiente e pressão atmosférica e carga do veículo. Nos automóveis sobretudo nos modernos dotados de gerenciamento eletrônico do motor qualquer mudança na sua temperatura é alterado a quantidade de combustível injetado e o ponto de ignição. 
Portanto quando o sistema de arrefecimento trabalha na temperatura ideal o motor terá maior durabilidade, menor desgaste e atrito, maior economia de combustível, menos manutenção, emitirá menos poluentes e aumentará seu desempenho.

## Tipos de componentes

Sistema de refrigeração a ar usado pelo fusca.

- Fluido de arrefecimento: O termo fluido de arrefecimento designa-se a qualquer fluido utilizado para manter um sistema arrefecido. Ele possibilita a troca de calor do sistema, através da passagem pelo motor, com o ambiente externo, por meio do radiador, um trocador de energia térmica, fazendo com que a temperatura do motor mantenha-se estável e mais próxima à temperatura ideal de trabalho. Normalmente líquido e composto de uma mistura de água destilada com aditivos, podendo esses serem puros, visando apenas o melhor controle da temperatura (comummente sendo um líquido de arrefecimento solúvel em água) ou com antioxidantes (previne a corrosão dos elementos metálicos do sistema), é possível também a utilização de líquidos anticorrosivos (que além de terem a função antioxidante atua diretamente na limpeza de possíveis pontos de oxidação), dependendo da temperatura ambiente mistura-se à água anticongelantes (previne a formação de cristais de gelo quando o líquido atinge aproximadamente 0ºC, e consequente aumento interno de pressão) e  em alguns casos mais específicos algicidas (previne o desenvolvimento de algas) ou antibacterianos, apesar de mais comum nem sempre é utilizada a água como fluido, é possível a utilização de ar, como no caso do motor boxer de quatro cilindros do fusca ou de líquidos de arrefecimento específicos (estes a base de polímeros ou etilenoglicol, que diferem da água em seu calor específico, atuando eficientemente), utilizados em motores de maior capacidade, como no caso de motores estacionários, como geradores e até máquinas pesadas de locomoção lenta, como, escavadeiras, pás mecânicas, etc.[1][2][3][4][5]

- Bomba: Bombeia o líquido de arrefecimento fazendo circular no sistema, é geralmente acionada pela correia junto com o alternador.

- Radiador: Quando o líquido de arrefecimento passar por ele perde calor, baixando a sua temperatura e consequentemente a do motor.

- Válvula termostática: Bloqueia ou desvia o ciclo do líquido, para não passar pelo radiador enquanto o motor não estiver à temperatura ideal de trabalho.

Quando o motor atinge sua temperatura de trabalho a válvula se abre permitindo a passagem do líquido para o radiador. A válvula termo-estática geralmente possui acionamento termo-mecânico e em alguns automóveis já estão sendo fabricados com válvula termo-estática elétrica controlada pela central de injeção eletrónica.
Em alguns motores, pode existir mais de uma válvula termo-estática, pela necessidade de mais de dois fluxos diferentes para o líquido de arrefecimento (ex: tecnologia FSI):
- Sistema de ventilação forçada: Utilizado para forçar a passagem de ar através do radiador quando o fluxo é demasiado baixo para compensar a dissipação de energia térmica (p. exp. quando o veículo se encontra parado ou a baixa velocidade). Os sistemas mais antigos possuíam uma ventoinha que se encontrava acoplada diretamente à bomba de água (girando proporcionalmente à velocidade do motor, numa relação de Rotações/Minuto (RPMs) (o que se verificava ineficaz em situações como a do exemplo referido). Os atuais sistemas possuem um ventilador elétrico (uma ventoinha movida por um pequeno motor elétrico). Em caminhões é ainda possível encontra-se um sistema de embraiagem entre a ventilador e a bomba da água, de acionamento termo-mecânico ou elétrico, que diminui a velocidade da ventilador assim que se regista um abaixamento da temperatura.

- Tubagens e conectores: Fazem as conexões entre os componentes do sistema.
- Sensor de temperatura: Informa o módulo de injeção eletrónica e os indicadores (comummente localizados no mostrador) sobre a temperatura real do líquido de arrefecimento que irriga o motor.
- Reservatório: Contém o bocal de abastecimento e permite controlar os níveis do líquido de arrefecimento no sistema.
- Válvulas de pressão: Dispositivos localizados em vários pontos do sistema (normalmente no radiador ou nas tubagens) que permitem controlar a pressão.
- Termo-interruptor: É responsável pelo acionamento do ventilador em função da temperatura do líquido de arrefecimento. Existem no entanto, sistemas de arrefecimento em que a unidade de controle do motor recebe as informações do(s) sensor(es) de temperatura diretamente dispensando a necessidade de um termo-interruptor.

## Funcionamento

Sistema de arrefecimento líquido de um motor náutico.

A bomba força a circulação do líquido de arrefecimento pelo sistema. Enquanto o líquido de arrefecimento não atinge a sua temperatura normal de funcionamento, a válvula termostática impede seu fluxo para  o radiador fazendo-a circular apenas pela bomba e pelas galerias internas do motor. Quando a temperatura do líquido de arrefecimento atingir a sua faixa definida como normal, a válvula se abre ligeiramente fazendo com que parte do fluxo passe e seja direcionado para o radiador. Quando a temperatura se aproximar do limite máximo, a válvula se abre completamente e todo o fluxo do líquido de arrefecimento do motor será direcionado para o radiador, o liquido já contido neste por sua vez retorna ao motor e a válvula se fecha.
No radiador, o líquido dispersa parte do calor absorvido, e o primeiro por sua vez a transfere ao ar pela ventilação forçada, até que atinja temperatura ideal para retornar ao motor, iniciando assim novo ciclo. Nos veículos dotados de eletro-ventilador, o líquido de arrefecimento ao chegar no radiador, aciona o termo-interruptor ativando a ventilação forçada e desativando assim que o liquido chegar sua temperatura ideal. Esse sistema proporcionou um controle mais preciso da temperatura de trabalho, fazendo com que esta seja atingida mais rapidamente e seja arrefecida apenas em tempo e quantidade necessária, proporcionou também a redução da carga do motor, a redução do consumo e o aproveitamento de potência, justamente por dispensar mover a hélice.
Quando a temperatura do líquido de arrefecimento aumenta, o seu volume e a pressão também aumentam e as válvulas localizadas na tampa do reservatório de expansão controlam essa pressão. O líquido composto de aditivos antioxidante e anticongelante trabalha evitando a corrosão dos componentes do sistema, aumentando o ponto de ebulição da água e reduzindo o de congelamento. O ponto de ebulição ou temperatura de ebulição de uma substância é a temperatura em que ela passa do estado líquido para o estado gasoso.

## Resfriamento líquido
Hoje, a maioria dos motores IC automotivos e maiores são refrigerados a líquido. 
A refrigeração líquida também é empregada em veículos marítimos (embarcações, ...). Para as embarcações, a própria água do mar é usada principalmente para refrigeração. Em alguns casos, refrigerantes químicos também são empregados (em sistemas fechados) ou são misturados com resfriamento de água do mar.

## Transição do resfriamento a ar
A mudança do resfriamento a ar para o resfriamento líquido ocorreu no início da Segunda Guerra Mundial, quando os militares dos EUA precisavam de veículos confiáveis. O tema dos motores de ebulição foi abordado, pesquisado e uma solução encontrada. Radiadores e blocos de motor anteriores foram projetados corretamente e sobreviveram a testes de durabilidade, mas usavam bombas de água com uma vedação de "corda" lubrificada com grafite (glândula) no eixo da bomba. O selo foi herdado das máquinas a vapor, onde a perda de água é aceita, uma vez que as máquinas a vapor já gastam grandes volumes de água. Como a vedação da bomba vazou principalmente quando a bomba estava funcionando e o motor estava quente, a perda de água evaporou discretamente, deixando, na melhor das hipóteses, um pequeno rastro de ferrugem quando o motor parou e resfriou, não revelando assim perda significativa de água. Os radiadores de automóveis (ou trocadores de calor) têm uma saída que alimenta a água resfriada para o motor e o motor tem uma saída que alimenta a água aquecida para a parte superior do radiador. A circulação da água é auxiliada por uma bomba rotativa que tem apenas um pequeno efeito, tendo que trabalhar em uma faixa tão ampla de velocidades que seu rotor tem apenas um efeito mínimo como uma bomba. Durante o funcionamento da vedação da bomba de vazamento, a água de resfriamento drenou até um nível em que a bomba não podia mais retornar água para o topo do radiador, então a circulação de água cessou e a água no motor ferveu. No entanto, como a perda de água levou ao superaquecimento e mais perda de água por fervura, a perda de água original foi ocultada.
Depois de isolar o problema da bomba, carros e caminhões construídos para o esforço de guerra (nenhum carro civil foi construído durante esse tempo) foram equipados com bombas de água de vedação de carbono que não vazaram e não causaram mais gêiseres. Enquanto isso, o resfriamento a ar avançava na memória dos motores em ebulição, embora a fervura não fosse mais um problema comum. Os motores refrigerados a ar tornaram-se populares em toda a Europa. Depois da guerra, a Volkswagen anunciou nos EUA que não fervia, embora os carros novos refrigerados a água não fervessem mais, mas os carros vendiam bem. Mas à medida que a conscientização sobre a qualidade do ar aumentou na década de 1960 e as leis que regem as emissões de escapamento foram aprovadas, o gás sem chumbo substituiu o gás com chumbo e misturas de combustível mais enxutas se tornaram a norma. A Subaru escolheu o arrefecimento líquido para o seu motor da série EA (plano) quando foi introduzido em 1966.